# Герман Сергій Михайлович
Сергі́й Миха́йлович Ге́рман (Сергій Герман; нар. 29 серпня 1952, Львів) — журналіст, письменник, дипломат, альпініст, співробітник СБУ.

## Біографія
Батько Сергія працював директором Львівської опери, наприкінці 1980-х рр. був директором клубу радянсько-польської дружби у Ґданську.
Сергій закінчив львівську середню школу №37 із французькою мовою навчання та редакторське відділення Українського поліграфічного інституту ім. Івана Федорова (фах «видавнича справа та редагування»).
Працював журналістом в районній газеті «Ленінська зоря» (м. Миколаїв Львівської області).
Журналістська діяльність пов'язана зі Львовом: газета «Ленінська молодь» (після 1990 — «Молода Галичина»), потім був головним редактором муніципальної газети «Ратуша», яку редагував із першого номера (2 жовтня 1990) і працював там до 1996 року (до переїзду в Київ). Після цього журналістикою не займався.
У Києві працював у Міністерстві закордонних справ України, у дипломатичних представництвах України за кордоном: у консульстві України в Гданську (Польща), першим секретарем і радником посольства України в Польщі, а також радником посольства в Грузії.
З 2005 року деякий час працював у НАК «Нафтогаз України», потім став одним із керівників департаменту інформаційно-аналітичного забезпечення Служби безпеки України.

## Літературні набутки
- Нариси (белетризована політична історія Польщі; складається з трьох політичних портретів: Бальцерович, Кваснєвський, Кшаклєвський) (2010);
- «ВМХ — повість про велосипед без сідла» (2011);
- Роман «Інґе» (2012) (про дружину Богдана Сташинського, вбивці Ребета й Бандери).
- Роман "Via Романа. Життя митрополита Андрея Шептицького" (2017).
- Роман "Готель Цитадель" (2021).
- Сергій Герман, Мар'ян Нищук. Капот під горизонтом: кіносценарій. Передмова Михайла Слабошпицького. // Київ. — 2019. — № 1—2. — С. 66—112.

## Родина
- Дочка Мар'яна (нар. 1980)[джерело не вказане 480 днів].
- Дружина Герман Ганна Миколаївна (нар. 1959) — журналістка, політик.
- Прийомний син Микола[2] (1979—2015)[3].
- Син Роман (1992—2009)[4].